# Escuela Secundaria de Lakewood (Colorado)
La Escuela Secundaria de Lakewood  es una escuela secundaria pública localizado en Lakewood, Colorado, Estados Unidos. Forma parte  de las Escuelas Públicas del Condado Jefferson, y fue clasificada como la 111ª mejor escuela en la nación por Newsweek en 2006, y como la 108.º en 2008.

## Historia
La Escuela Secundaria de Lakewood se estableció en 1928 en  el 7655 W 10.ª Avenida en Lakewood, con una escuela primaria y secundaria en el mismo campus. La escuela se mudó a su ubicación actual en 9700 W. 8.ª Avenida en el verano de 1958, y el sitio original se convirtió en la ubicación de la Escuela Abierta del Condado de Jefferson en 1989.
A raíz de un asunto de vínculo en la 2004 papeleta, Lakewood recibió más de $35 millones para construir un edificio escolar nuevo. La construcción empezó en enero de 2006 y continuó hasta el verano de 2007, cuándo el edificio nuevo tuvo su oficial abriendo. Abra para clases en el principio del 2007-2008 año escolar, con estudiantes a veces asistiendo profesores para moverlos al edificio nuevo.

### Juego de Cucharas
Empezando en 2010, los estudiantes en el tercero y cuarto año de la Escuela Secundaria de Lakewood participaron en un estudiantil-organizado etiqueta-basado juego, llamó "El Juego de Cucharas," en qué los estudiantes tratan de eliminar los otros por etiquetarlos con una cuchara. Cada jugador en el Juego de Cucharas paga un precio, el cual es distribuido a los ganadores del juego desde cada clase en el fin del año, junto con una donación benéfica. El juego empieza temprano en el segundo semestre de cada año con reglas sencillas. Un jugador es vulnerable si no está aguantando una cuchara, y puede ser eliminado por el jugador con su tarjeta de objetivo. Cuando el fin del año escolar se acerca, las reglas del juego devienen más complejas, aumentando eliminaciones hasta solo queda un jugador. Desde su comienzo, el Juego de Cucharas ha sido jugado cada año salvo 2020, cuándo el juego estuvo cancelado debido al pandemia de COVID-19.

### 2013Good Morning AmericaApariencia
Después de entrar en una competición aguantada por el tv espectáculo Good Morning America en el otoño de 2013, la Escuela Secundaria de Lakewood ganó un concierto vivo en la escuela en octubre 25, 2013. La escuela hizo un video de sincronía de labios con la canción "Roar" de álbum Prism de estrella de pop Katy Perry. El vídeo que la escuela entregó para la competición obtuvo 2 millones de vistas en Vimeo y un otro 300,000 en YouTube en el primer día que estaba en la Red. En una selección anunció en vivo durante el espectáculo en octubre 13, 2013, Perry escogió el vídeo de más de 1,000 entradas de escuelas en 44 estados. El concierto tuvo lugar en el gimnasio de la escuela y no fue abrir al público.